# Hryhorij Tjutjunnyk
Hryhorij Mychajlowytsch Tjutjunnyk (* 23. April 1920 in Schyliwka, Oblast Poltawa, Ukrainische SSR; † 29. August 1961 in Lwiw, Ukrainische SSR) war ein ukrainischer  Schriftsteller und Dichter.

## Leben
Hryhorij Tjutjunnyk war der ältere Bruder des ukrainischen Schriftstellers Hryhir Tjutjunnyk (1931–1980). Er veröffentlichte 1937 seine ersten Gedichte und begann 1938 ein Studium an der Universität Charkow, wo die zukünftigen Schriftsteller und Literaturkritiker Oles Hontschar und Dmytro Bilous seine Kommilitonen waren. Zu Beginn des Deutsch-Sowjetischen Krieges ging er als Freiwilliger an die Front, wo er verwundet wurde und zweimal in Gefangenschaft geriet, aus der er jeweils entkommen konnte. Er beteiligte sich an Partisanenaktionen in Kirowograd und in der Tschechoslowakei. 1946 schloss er das Studium an der Charkower Universität ab und arbeitete anschließend als Lehrer in Lwiw. Daran folgend war er bei der Zeitung „Oktober“ in Lwiw angestellt und war weiterhin intensiv literarisch
tätig. 1963 erhielt er posthum für seinen Roman „Wyr“ (Вир, zu deutsch: „Wasserstrudel“) über das Leben in einem ukrainischen Dorf im Vorkriegsjahrzehnt und den Kampf der Menschen gegen die deutschen Besatzer während des Großen Vaterländischen Krieges. mit dem Taras-Schewtschenko-Preis den Staatspreis der Ukrainischen SSR. 1983 nahm der Regisseur Stanislaw Klymenko (Станіслав Степанович Клименко) den Roman als Vorlage für den gleichnamigen, mehrfach ausgezeichneten Film.
Tjutjunnyk starb 41-jährig in Lwiw und wurde dort auf dem Lytschakiwski-Friedhof beerdigt.

## Ehrungen
- 1963 Taras-Schewtschenko-Preis[4]
- Ehrenzeichen der Sowjetunion[6]